# Entwicklungsaufgabe
Die Entwicklungsaufgabe ist eine Aufgabe im Rahmen der persönlichen Entwicklung und Reifung des Menschen, die mit ihrer Bewältigung zu einer Veränderung führt. Der Begriff bezieht sich auf die Vorstellung, dass in Entsprechung zu den inneren und äußeren Prozessen, die während des Älterwerdens ablaufen, in jedem Alter bestimmte Aufgaben gelöst werden müssen. Wenn das gelingt, wird die Persönlichkeit stabilisiert. Das Ergebnis kann von Person zu Person, aber auch beim Einzelnen von Entwicklungsstufe zu Entwicklungsstufe sehr unterschiedlich ausfallen. Entwicklungsaufgaben stellen sich das ganze Leben hindurch.

## Wandel der Entwicklungsaufgabe
Die Formulierung der Entwicklungsaufgaben ist einem Wandel unterzogen und abhängig von der Eingebundenheit in eine Kultur und ein Zeitalter. Es bestehen andere Aufgaben, wenn große Not herrscht und z. B. Kinderarbeit verbreitet ist, als in einer Wohlstandsgesellschaft, wo es für junge Menschen möglich ist, oft lange Zeit in Ausbildungen zu stehen oder zu Hause weiter von den Eltern getragen zu werden. In früheren Zeiten wurden die Übergänge von einem Entwicklungsstand zum nächsten stärker als heute durch Rituale begleitet. Der nächste Entwicklungsstand galt als erreicht, wenn das zugehörige Ritual durchlaufen war, unabhängig davon, ob die persönliche Reife ebenfalls entsprechend entwickelt war.

## Entwicklungsaufgaben nach Havighurst
Das Konzept der Entwicklungsaufgaben wurde erstmals von Robert J. Havighurst (1948) definiert. Er geht davon aus, dass ein Individuum im Verlauf seines Lebens immer wieder unterschiedlichsten Problemen gegenübersteht, die es zu bewältigen gilt. Dabei stellen sich in den jeweiligen Lebensabschnitten spezielle altersentsprechende Aufgaben, deren Bewältigung durch verschiedene, aufeinander einwirkende Faktoren beeinflusst wird (sie wirken additiv oder interagieren). Zum einen sind dies innere Faktoren, die in der Natur der Spezies Mensch, seinen individuellen Anlagen und seiner Person liegen, und zum anderen äußere Faktoren, die in der physischen, sozialen oder sozial gestalteten Umwelt liegen (fachlich: innerbiologische, sozio-kulturelle und psychologische Einflüsse).
1. biologische Veränderungen innerhalb des Organismus wie z. B. Pubertät oder Menopause
2. Aufgaben, die durch die Gesellschaft gestellt werden (z. B. in Ausbildung oder Beruf)
3. allgemeine Werte, das Streben nach Höherem und Ziele, die das sich entwickelnde Individuum sich selbst setzt.[1]

So definiert Havighurst neun verschiedene Lebensabschnitte, denen er unterschiedliche, altersentsprechende Entwicklungsaufgaben zuweist. Er geht davon aus, dass es innerhalb der Lebensspanne Zeiträume gibt, die für das Erledigen bestimmter Aufgaben am geeignetsten sind (sensitive Perioden). Sie müssen erfolgreich bewältigt werden, um die Zufriedenheit des Menschen zu gewährleisten. Das bedeutet nicht, dass bestimmte Prozesse nicht in einem späteren Zeitraum nachgeholt werden können. Lern- und Entwicklungsprozesse erfordern jedoch nach Abschluss der sensitiven Periode einen wesentlich höheren Aufwand. Ein gescheiterter Bewältigungsversuch kann nicht nur Unzufriedenheit auslösen, sondern bei der Bewältigung späterer Aufgaben zu Schwierigkeiten führen.
Lebensalter und Entwicklungsaufgaben am Beispiel von Havighurst:
frühe Kindheit (0–2), Kindheit (2–4), Schulübergang und frühes (5–7) sowie mittleres (6–12) Schulalter, Adoleszenz (13–17), Jugend (18–22), sowie frühes (23–30), mittleres (31–50) und spätes (ab 51) Erwachsenenalter.
Um einige Beispiele zu nennen:
Zu den Phasen der Adoleszenz und der Jugend rechnet Havighurst die Aufgaben:
- Autonomie/Ablösung von den Eltern erlangen
- die eigene Identität in der Geschlechtsrolle finden
- ein eigenes System von Moral- und Wertvorstellungen aufbauen
- eine eigene Zukunftsperspektive entwickeln und/oder eine Berufswahl treffen

Dem frühen Erwachsenenalter ordnet er zu: Die Heirat, Geburt von Kindern, das Arbeits- und Berufsleben bewältigen und einen eigenen Lebensstil finden.
Im mittleren Erwachsenenalter legt er den Schwerpunkt darauf, das Heim und den Haushalt zu führen, die Kinder aufzuziehen und die berufliche Karriere zu verfolgen.
Dem späteren Erwachsenenalter ordnet Havighurst zu, die Energien auf neue Rollen zu lenken, Akzeptieren des eigenen Lebens, und eine Haltung zum Sterben zu entwickeln.

## Entwicklungsaufgaben nach Hurrelmann
Der Sozial- und Erziehungswissenschaftler Klaus Hurrelmann hat den Ansatz von Havighurst weiterentwickelt und in einen sozialisationstheoretischen Rahmen gestellt. Entwicklungsaufgaben beschreiben demnach zum einen die Erwartungen, die von der sozialen und physischen Umwelt an einen Menschen herangetragen werden. Zum anderen benennen sie die Anforderungen, die sich aus der körperlichen und psychischen Dynamik der persönlichen Entwicklung ergeben. Können diese Aufgaben nicht erfüllt werden kommt es aufgrund des Vergleichs mit Gleichaltrigen zu Entwicklungsdruck.
Die von ihm so genannte „produktive Verarbeitung“ der inneren Realität von Körper und Psyche und der äußeren Realität von sozialer und physischer Umwelt erfolgt nach seinem Ansatz lebenslang in vier Dimensionen (siehe Hurrelmann und Bauer: Einführung in die Sozialisationstheorie, 2015, S. 108):
1. Qualifizieren: Die Schulung der Disziplin und der intellektuellen und sozialen Kompetenzen, um aktive Tätigkeiten zu übernehmen, die persönlich befriedigen und einen Nutzen für das Gemeinwohl haben.
2. Binden: Der Aufbau eines Selbstbildes von Körper und Psyche, um die eigene Identität zu erlangen, und die Fähigkeit, erfüllende Kontakte zu anderen Menschen und eine enge Bindung zu besonders geliebten Menschen einzugehen.
3. Konsumieren: Die Entwicklung von psychischen und sozialen Strategien zur Entspannung und Regeneration und die Fähigkeit zum produktiven Umgang mit Wirtschafts-, Freizeit und Medienangeboten.
4. Partizipation: Der Aufbau einer Wertorientierung und der Fähigkeit, sich aktiv politisch an der Gestaltung der Lebensbedingungen zu beteiligen.

In seinem Buch „Lebensphase Jugend“ überträgt er diesen Ansatz auf die Adoleszenz und kommt zu der folgenden Ausdifferenzierung von Entwicklungsaufgaben (Hurrelmann und Quenzel: Lebensphase Jugend, 2016, S. 27).
1. Kompetenz für die gesellschaftliche Mitgliedsrolle eines Berufstätigen erwerben (Qualifizieren): Hier geht es darum, sich solche kognitiven und sozialen Fähigkeiten sowie berufsrelevanten Fachkenntnisse anzueignen, dass Tätigkeiten von gesellschaftlicher Relevanz übernommen werden können. Wird diese Dimension der Entwicklungsaufgabe erfüllt und gelingt die Übernahme einer Berufstätigkeit, besteht die Möglichkeit zur selbstständigen Finanzierung des Lebensunterhalts und damit zur „ökonomischen Reproduktion“ der eigenen Existenz und damit der gesamten Gesellschaft.
2. Kompetenz für die gesellschaftliche Mitgliedsrolle eines Familiengründers erwerben (Binden): Hier geht es darum, die emotionale und soziale Ablösung von den Eltern, also der Herkunftsfamilie, vorzunehmen, enge Kontakte zu Freunden und Gleichaltrigen aufzubauen und eine liebevolle, intime Partnerschaft einzugehen. Wird diese Dimension der Entwicklungsaufgabe erfüllt, kann eine feste Paar- und Partnerbindung (mit durchaus unterschiedlicher sexueller Orientierung) erfolgen, die zu einer Familiengründung mit eigenem Kind und damit einer „biologischen Reproduktion“ der eigenen Existenz und der Gesellschaft führt.
3. Kompetenz für die gesellschaftliche Mitgliedsrolle eines Wirtschaftsbürgers erwerben (Konsumieren): Hier geht es darum, einen selbstständigen und an den eigenen Bedürfnissen und Interessen ausgerichteten Umgang mit allen Angeboten des Wirtschafts-, Freizeit- und Mediensektors und seinen vielfältigen Entspannungs-, Selbsterfahrungs- und Unterhaltungsprogrammen einschließlich seiner finanziellen Kosten einzuüben. Wird diese Dimension der Entwicklungsaufgabe erfüllt, verfügt ein Jugendlicher über die Fähigkeit, Konsum- und Freizeitangebote zum eigenen Vorteil zu nutzen und einen eigenen Haushalt zu führen. Außerdem gelingt eine „psychische Reproduktion“, also eine Erholung und Wiederherstellung der in anderen Lebensbereichen aufgezehrten Kreativität und Leistungsfähigkeit.
4. Kompetenz für die Mitgliedsrolle des politischen Bürgers erwerben (Partizipieren): Hier geht es darum, die Fähigkeit zur aktiven Beteiligung an Angelegenheiten der sozialen Gemeinschaft zu erlangen. Wird diese Dimension der Entwicklungsaufgabe erfüllt, verfügt ein Jugendlicher über die Kompetenz, die eigenen Bedürfnisse und Interessen in der Öffentlichkeit zu artikulieren. Durch seine bürgerschaftliche und/oder institutionelle Beteiligung ist er in der Lage, zur Stärkung der Selbststeuerungsfähigkeit der Gesellschaft ebenso wie zu ihrem sozialen Zusammenhalt (Kohäsion) beizutragen.

Der sozialisationstheoretische Ansatz von Hurrelmann geht auch auf die Frage ein, welche Konsequenzen sich aus einer unzureichenden Bewältigung der Entwicklungsaufgaben ergeben. Wenn Jugendliche sich bemühen, die Entwicklungsaufgaben zu lösen, dabei aber wegen unzureichender persönlicher oder sozialer Ressourcen nicht erfolgreich sind, entsteht demnach ein unerträglicher „Entwicklungsdruck“. Auf ihn reagieren Jugendliche im Wesentlichen durch das Einschlagen von drei Risikowegen (Hurrelmann/Quenzel 2016, S. 222):
1. Von einer nach außen gerichteten, externalisierenden Variante der unzureichenden Bewältigung von Entwicklungsaufgaben kann gesprochen werden, wenn ein Jugendlicher oder eine Jugendliche auf den entstandenen Entwicklungsdruck mit Aggressionen gegen andere reagiert. Der starken Beeinträchtigung des Selbstwertgefühls, die aus der misslingenden Bewältigung bei einer oder mehrerer Entwicklungsaufgaben resultiert, wird durch eine nach außen gerichtete Haltung begegnet. Man will sich dem Misserfolg nicht mit seinem Persönlichkeitskern stellen und ihn vor weiteren Verletzungen abschirmen. Durch Angriffe nach außen, durch Zerstörung und Vernichtung eines vermeintlichen Gegners, verschafft man sich das trügerische Gefühl, eine Herausforderung bewältigt zu haben, ohne jedoch bei den eigentlichen Herausforderungen weiter zu kommen.
2. Die zweite Variante eines Risikoweges ist durch Ausweichen charakterisiert (evadierende Variante). Dieses Aus-dem-Felde-Gehen drückt sich in fluchtförmigen Verhaltensweisen, in unsteten, wechselhaften sozialen Beziehungsmustern und in suchtgefährdetem Verhalten aus, etwa dem unkontrollierten Konsum legaler wie illegaler Drogen und Nahrungsmittel und der unbeschränkten Nutzung von elektronischen Medien. Dieser Risikoweg weist fremdaggressive und selbstaggressive Züge auf und ist symptomatisch für ein Vermeiden von mühseliger Arbeit an der eigenen Person und an der schwierigen Lebenssituation, die aus der Problemkonstellation herausführen könnte. Mit einer Art Betäubung setzt man sich von den unangenehmen Entwicklungsaufgaben ab, die man bislang schlecht oder gar nicht gemeistert hat.
3. Bei der nach innen gerichteten, internalisierenden Variante des Problemverhaltens reagiert ein Jugendlicher auf den Entwicklungsdruck durch Rückzug und Isolation, Desinteresse und Apathie, psychosomatische Störungen und depressive Stimmungen. Auch Selbstaggressionen bis hin zu Suizidversuchen können als Problemverhalten auftreten. Diese Verhaltensweisen können als ein Symptom für mangelnde Bewältigungskompetenzen interpretiert werden, deren Zustandekommen man auf eigene Schwächen zurückführt, ohne einen Lösungsweg zu kennen.

Die Bewältigung von Entwicklungsaufgaben stellt nach dieser Theorie eine anspruchsvolle Form von „Arbeit an der eigenen Persönlichkeit“ dar. In einer offenen Gesellschaft mit schnell wechselnden situativen Anforderungen improvisierende Elemente der Lebensführung demnach mindestens genauso wichtig wie routinierte Verhaltensmuster. Die bei vielen Jugendlichen erkennbare Mischung aus Selbstbezug und sensiblem, durchaus nach opportunen Gesichtspunkten ausgerichtetem sondierendem Verhalten bezeichnet Hurrelmann als „Egotaktik“. Jugendliche sind nach seiner Ansicht Pioniere in der Entwicklung einer Lebensführung, die auf die jeweils aktuellen kulturellen, ökonomischen und sozialen Veränderungen der Gesellschaft reagiert und schrittweise auch von älteren Generationen übernommen wird.

## Weitere Theoretiker der Entwicklungsaufgabe
Weil sich die Entwicklungsaufgaben durch ihre Verankerung in der jeweiligen historischen Ausgangslage heute von denen unterscheiden, die Havighurst in den 1940er Jahren für die amerikanische Mittelschicht formulierte, haben auch andere Theoretiker das Konzept weiterentwickelt. Dazu gehören die Entwicklungspsychologen Flammer und Alsaker und Seiffge-Krenke und Gelhaar. Sie weisen darauf hin, dass sich der Zeitpunkt der Bewältigung von Entwicklungsaufgaben verändert hat. Entwicklungsaufgaben wie der Aufbau von Freundschaften zu Peers und die Entwicklung einer emotionalen Autonomie von den Eltern werden heute relativ früh im Jugendalter angegangen, während sich der Abschluss der schulischen und berufliche Ausbildung zeitlich nach hinten verlagert hat. Zu nennen ist auch Dekovic. Er betrachtet die Veränderungen in der Eltern-Kind-Beziehung in der Adoleszenz, die darauf zielen, ein neues und bewusstes Verhältnis zur Welt zu bekommen.

## Die Entwicklungsaufgabe in der Geschichte
Frühe Entstehung von Konzepten, die auf die Bedeutung von Entwicklungsaufgaben hin führen: Schon die „alten Philosophen“ haben sich über die Verschiedenartigkeit einzelner Lebensabschnitte Gedanken gemacht, wobei sie noch nicht das Konzept der „Entwicklungsaufgabe“ dazu prägten. Sie unterteilten jedoch schon entsprechend ihrer jeweiligen Philosophie das menschliche Leben in aufeinanderfolgende, sich unterscheidende Phasen, zum Beispiel:
Solon: Sieben-Jahres-Zyklus
Hippokrates: Kindheit: Frühling / Jugend: Sommer / mittleres Lebensalter: Herbst / Greisenalter: Winter
Platon: Jugend / mittleres Lebensalter / Alter
Aristoteles: Jugend / mittleres Lebensalter / Alter
Cicero: Kindheit: Kraftlosigkeit / Jugend: Ausschweifung / mittleres Lebensalter: Ernst und Beständigkeit / Greisenalter: Weisheit
Ptolemaeus: sieben Lebensalter = sieben Planeten
Shakespeare: sieben Stadien
Bei den frühen Betrachtungsweisen zur menschlichen Entwicklung bestand Albertus Magnus (1200–1280) als erster darauf, die bisher rein philosophischen oder geisteswissenschaftlichen Theorien durch die empirische Forschung zu erweitern (der naturwissenschaftliche Zweig entstand). Er bezeichnete es als empirische Forschung über „Natursachverhalte“.
Johann Amos Comenius (1592–1670) teilte das menschliche Leben bis zum Alter von 24 Jahren in vier Stufen und begründete damit die Notwendigkeit, dass Schulunterricht unterschiedlich und dem jeweiligen Alter angepasst sein müsse.
Jean-Jacques Rousseau (1712–1778) vertrat eine natürliche Reifung des Menschen, führte negative Einflüsse innerhalb dieses Prozesses auf die äußeren Bedingungen der Zivilisation zurück und entwickelte erste Vorläufer der Stufentheorien/Phasentheorien menschlicher Entwicklung. Beim Stufenmodell handelt es sich um Entwicklungsstufen, die aufeinander aufbauen. Diese Theorie geht davon aus, dass die eine stufenspezifische Entwicklungsaufgabe erst bewältigt sein müsse, bevor die nächste, der Lebensaltersetappe entsprechende, darauf aufbauen könne.
Johannes Nikolaus Tetens (1736–1807) suchte über den Verlauf der gesamten menschlichen Lebensspanne nach allgemeinen Entwicklungsgesetzen und ihren Bedingungen.
Erik H. Erikson konzipierte ein Stufenmodell der psychosozialen Entwicklung. Er definierte bestimmte Entwicklungen (beispielsweise Herstellung von Urvertrauen versus Urmisstrauen), deren Bewältigung er den verschiedenen Alterszeiträumen zuordnete. So verband Erikson ein Stufenmodell der Entwicklung mit zu bewältigenden Aufgaben, die in einer Entwicklungsphase bestimmend sind. Die wesentliche entwicklungspsychologische Neuerung in seinem Konzept ist der Gedanke der stets mit einem Entwicklungsschritt verbundenen Krise, was die Möglichkeit einer negativen Lösung einschließt. Er schuf damit die Grundlage für die Psychologie der Entwicklungsaufgabe und überwand das reine Phasenmodell der Entwicklung, wie es sich z. B. noch bei Sigmund Freud findet.